# Oregon Ducks
Oregon Ducks – nazwa drużyn sportowych University of Oregon w Eugene, biorących udział w akademickich rozgrywkach w Big Ten Conference, organizowanych przez National Collegiate Athletic Association. 

## Sekcje sportowe uczelni

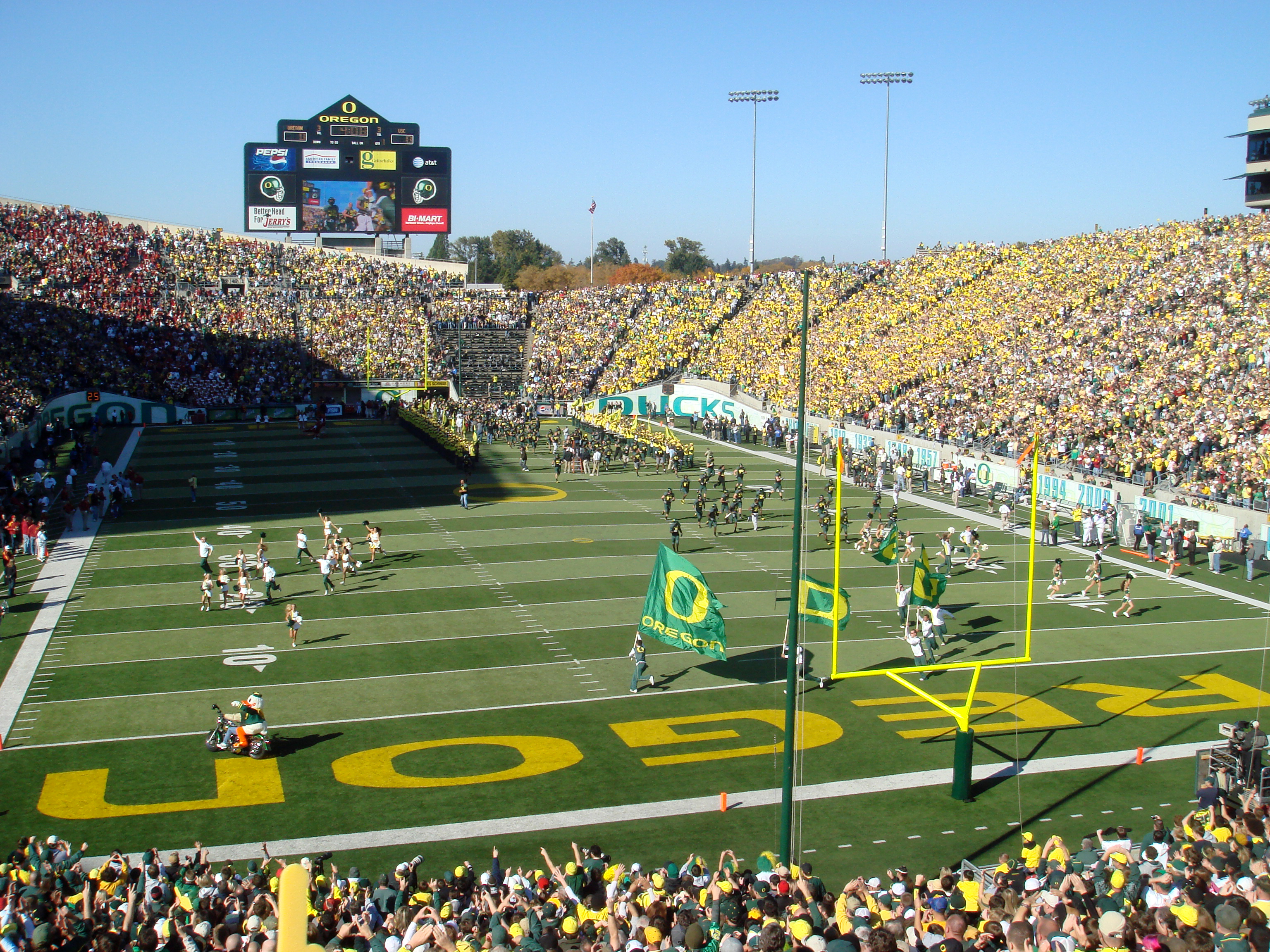
Autzen Stadium.

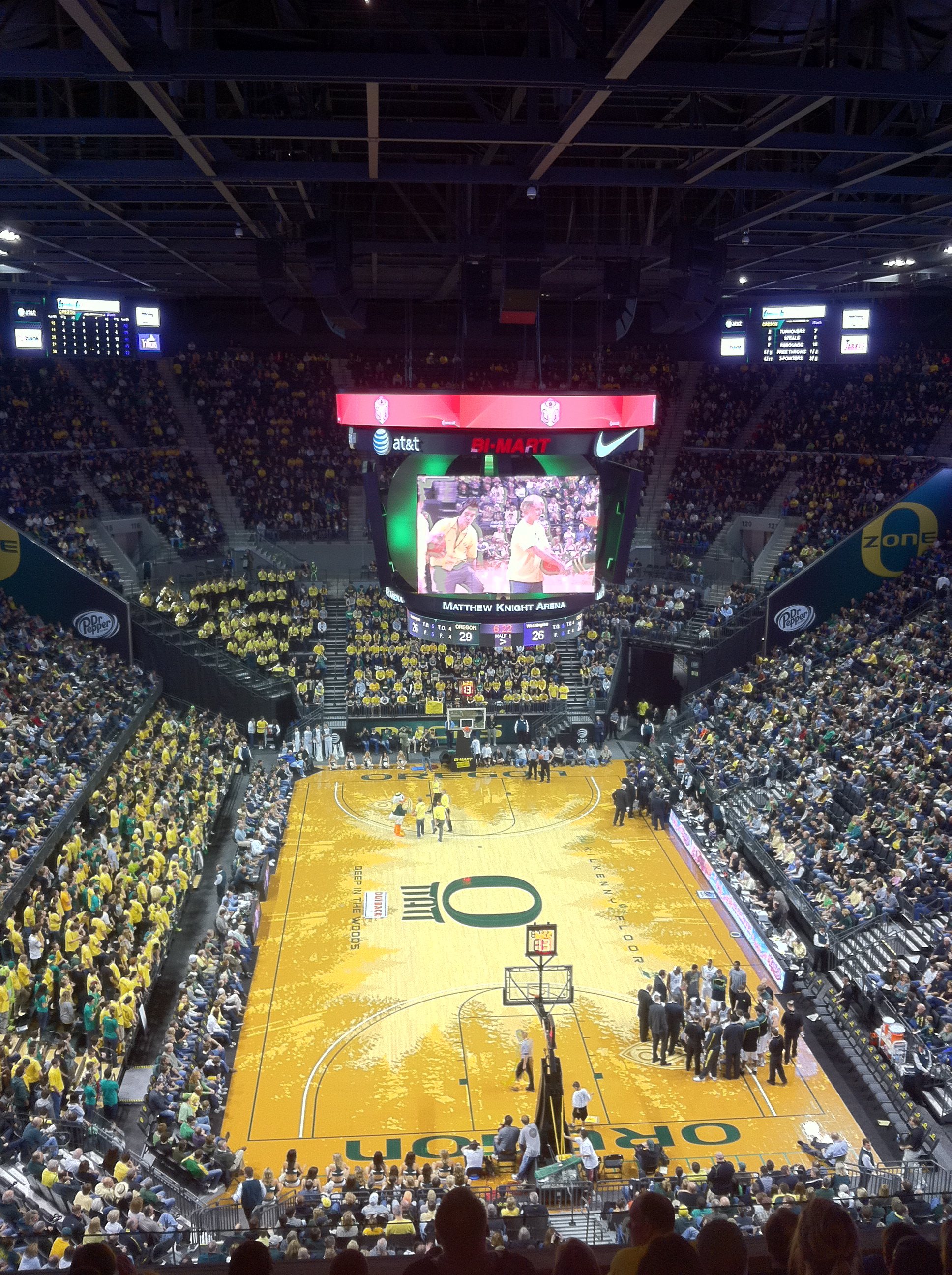
Matthew Knight Arena.

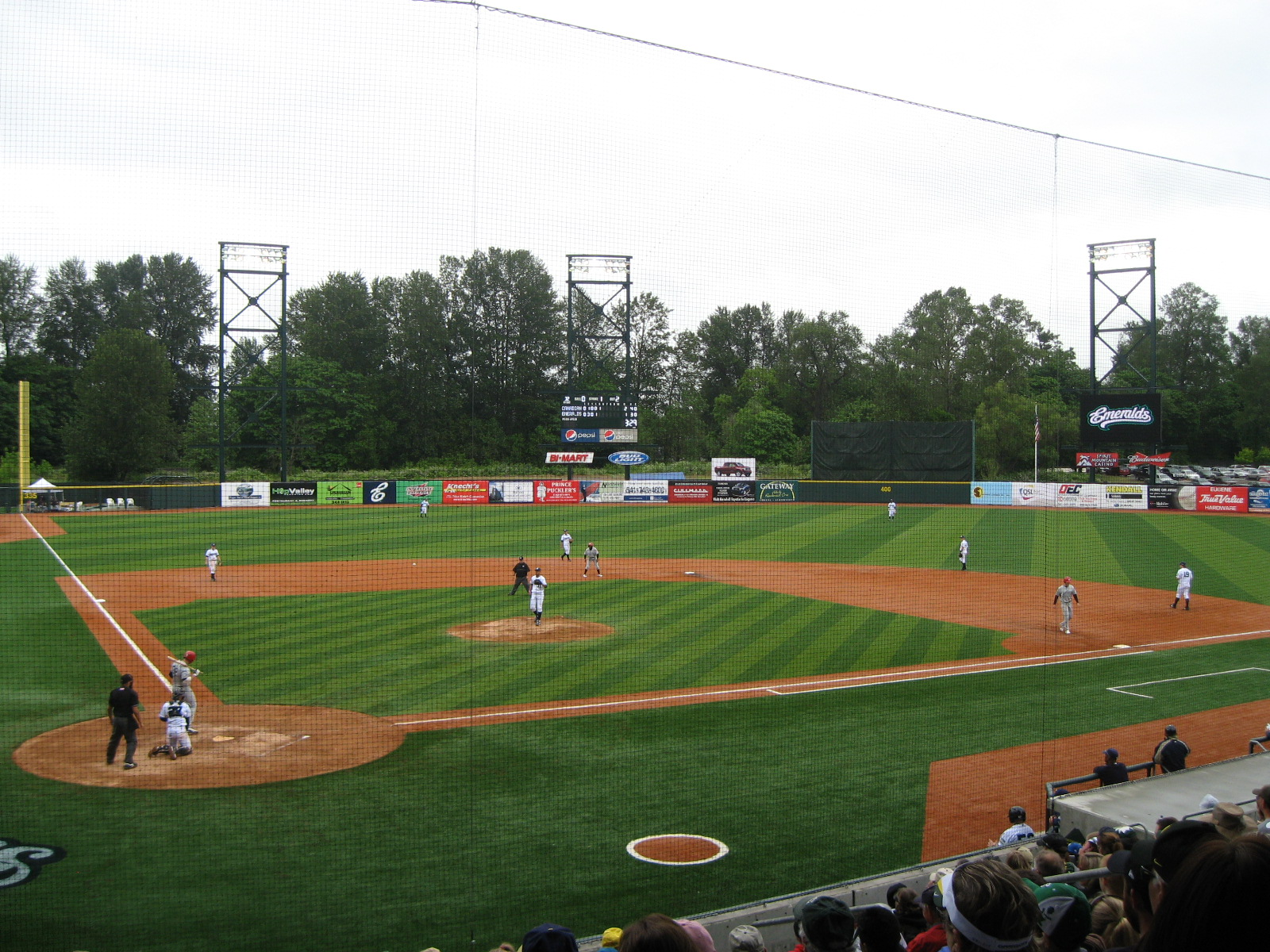
PK Park.

| Mężczyźni - baseball - bieg przełajowy (6): 1971, 1973, 1974, 1977, 2007, 2008 - futbol amerykański - golf - koszykówka (1): 1939 - lekkoatletyka (2): 2009, 2014 oraz (6): 1962, 1964, 1965, 1970, 1984, 2014 w hali - tenis | Kobiety - akrobatyka - bieg przełajowy (3): 1983, 1987, 2012 - golf - koszykówka - lacrosse - lekkoatletyka (2): 1985, 2015 oraz (5): 2010, 2011, 2012, 2013, 2014 w hali - piłka nożna - siatkówka - siatkówka plażowa - softball - tenis |

W nawiasie podano liczbę tytułów mistrzowskich NCAA (stan na 1 lipca 2015)

## Obiekty sportowe
- Autzen Stadium – stadion futbolowy o pojemności 54 000 miejsc[3]
- Matthew Knight Arena – hala sportowa o pojemności 12 364 miejsc, w której odbywają się mecze koszykówki i siatkówki[4]
- Pape Field – stadion o pojemności 1000 miejsc, na którym odbywają się mecze piłkarskie i lacrosse[5]
- Hayward Field – stadion lekkoatletyczny o pojemności 10 500 miejsc[6]
- PK Park – stadion baseballowy o pojemności 4000 miejsc[7]
- Jane Sanders Stadium – stadion softballowy o pojemności 1500 miejsc[8]
- Student Tennis Center – korty tenisowe[9]